# Запах тайны
«Запах тайны» (англ. Scent of Mystery) — американский фильм 1960 года, снятый в жанре фильм-тайна (смешение детективного фильма и триллера). В ленте была первый и последний раз использована система сопровождения сюжета запахами Smell-O-Vision.

## Сюжет
Писатель-англичанин Оливер Ларкер случайно узнаёт, что на молодую богатую американку Сэлли готовится покушение в то время, когда она будет путешествовать по Испании. Оливер заручается поддержкой таксиста Смайли, и они отправляются колесить по стране, пытаясь найти Сэлли и предотвратить преступление.

## В ролях
- Денхолм Эллиотт — Оливер Ларкер, писатель
- Петер Лорре — Смайли, таксист
- Беверли Бентли — ненастоящая Сэлли
- Пол Лукас — барон Сарадин
- Лайам Редмонд[англ.] — Джонни Джин
- Лео Маккерн — Томми Кеннеди
- Питер Арне[англ.] — Роберт Флеминг
- Диана Дорс — Винифред Джордан
- Мэри Лора Вуд — Маргарита
- Джудит Ферс[англ.] — мисс Леонард
- Морис Марсак — Пепи
- Майкл Трабшоу[англ.] — английский лётчик
- Элизабет Тейлор — женщина-тайна, настоящая Сэлли (в титрах не указана)[2]

## Факты
- Фильм был снят по повести супругов Одри Келли и Уильяма Руза (псевдоним — Келли Руз) Ghost of a Chance (1947). В повести действие происходит в Нью-Йорке. В 1959 году, когда был готов сценарий фильма, супруги выпустили его новеллизацию, где действие происходит уже в Испании.
- Фильм был сделан специально под систему Smell-O-Vision. Его слоган гласил: «Сначала они начали двигаться (1895)! Затем — заговорили (1927)! Теперь они пахнут!»[3] «Запах тайны» был запущен в прокат в трёх[4] специально оборудованных кинотеатрах в январе 1960 года — в Нью-Йорке, Лос-Анджелесе и Чикаго. Хотя этот фильм был не первым в сопровождении ароматов, зато это был самый технологически продвинутый фильм. К каждому зрительскому месту была подведена трубка, и запахи распылялись централизованно по всему залу. Система работала без участия оператора по заранее выставленным временны́м интервалам сюжета фильма. Однако первые показы вызвали не самые лучшие отзывы зрителей: одни жаловались на громкое шипение во время подачи запахов[4], другие (особенно те, кто находился на балконе) на то, что запахи не были хорошо синхронизированы относительно действия на экране, третьи не могли чётко ощутить эти запахи[5], поэтому громко сопели носами, мешая другим зрителям. Хотя позднее указанные проблемы были решены, первоначальные отрицательные отзывы о фильме и «сарафанное радио» сделали своё дело, и система Smell-O-Vision более никогда не использовалась[3]. Эта неудача так огорчила продюсера Майкла Тодда, что он почти на два десятилетия забросил продюсирование: следующим его фильмом стал «Под стеклянным колпаком»[англ.] (1979) — эта же лента и стала последней в его жизни.
- В фильме использовалось тридцать разных запахов, в том числе чеснока, краски, обувного крема, хлеба, кофе, парфюма[3], винограда и табака.
- Показ «Запаха тайны» предварял короткий мультфильм о собаке, потерявшей нюх. В нём также использовалась система запахов[3].
- Для оборудования премьерного показа «Запаха тайны» в кинотеатре Чикаго Cinestage было использовано почти два километра пластиковых трубочек, по которым ароматы подводились к креслу каждого зрителя. Это обошлось в 15 тысяч долларов[3].
- Позднее фильм был перевыпущен без запахов под названием «Каникулы в Испании»[3].
- В 1980-х годах фильм был один раз был показан по MTV, а также по нескольким местным телеканалам. Для полноценного просмотра этой ленты зрителям рекомендовалось покупать в ближайших магазинах специальные карточки, потерев которые, можно было обонять необходимые запахи по ходу сюжета (англ. Scratch and sniff).